# Евангелие от Филип
Евангелие от Филип е едно от гностическите апокрифни евангелия, наречено на името на апостол Филип, един от най-образованите ученици на Исус Христос. Датира от III век, но остава неизвестно на съвременните изследователи, докато не е открито през 1945 г. в Египет.
Подобно на Евангелието от Тома, то представлява сборник от мъдри изказвания, приписвани на Иисус. Основна тема са тайнствата, най-вече тайнството на брака.
Включва само нравоучения, без биография, чудеса и други подробности. Определя се като гностично евангелие с тайни учения, където спасението и бракът са тайнства. От седемнайсетте изказвания, приписвани на Исус Христос, девет се срещат в четирите „канонически евангелия“.

## Авторство
Името на творбата е дадено от изследователите на текста, тъй като Филип е единствения споменат там апостол (91). Заглавието се отнася до предполагаемия автор, по подобие на каноничните Евангелия. Във всеки случай трябва да се отбележи, че за Евангелист Филип се споменава и в Деянията на Апостолите (Деян 21:08).
| „ | . [...] влязохме в къщата на благовестителя Филип, който бе един от седемте дякони и останахме с него. | “ |

През 325 г. Константин Велики председателства Първия вселенски събор в Никея, на който за канонични (истинни) са признати само четири евангелия – написаните от Марко, Матей, Лука и Йоан известни като „четиримата евангелисти“. Всички останали са обявени за еретични. Църквата издирва и унищожава преписите им векове наред, като преследва разпространителите им. През 1945 г. край египетския град Наг Хамади селяни случайно намират в монашеско гробище делва с древни ръкописи на коптски език. Сред тях е смятаното за изгубено „Евангелие от Филип“. Вестник „Обзървър“ публикува през 1971 г. статията „Бил ли е женен Исус?“ на професора по религия Чарлз Дейвис, който се позовава на неизвестното на широката общественост „Евангелие от Филип“. През 1982 г. излиза книгата „Светата кръв и свещеният Граал“ от Майкъл Бейджънт, Ричард Лий и Хенри Линкълн. През 2003 г. е публикуван романът „Шифърът на Леонардо“ от Дан Браун, който става бестселър и години наред не слиза от челото на класациите. Продаден е в мултимилионен тираж през 2006 г. Бейджънт и Лий завеждат дело за плагиатство срещу Дан Браун и издателите му „Рандъм хаус“. Адвокатът на Браун изважда най-големия си коз: статията от 1971 г. на професор Чарлз Дейвис и „Евангелие от Филип“. Дан Браун е оправдан, а екранизацията по бестселъра му излиза по екраните. В българското издание са включени и статиите, публикувани в „Обзървър“, коментари на евангелието и образа на Мария Магдалена в светлината на отношенията ѝ с Исус, разказ за живота на апостол Филип. Като приложение накрая са поместени оцелелите фрагменти на Евангелие от Мария Магдалена, както и коментар към него.

## Противоречия с каноничните Евангелия
Евангелието на Филип има противоречия с Новия завет:

### Отричане на непорочното зачатие
- Отричане на непорочното зачатие между Дева Мария и Светия Дух както се представя в традиционното християнство.

| “ | Някои казваха, че Мария е заченала от Светия Дух. Заблуждават се. Говорят неща които не знаят. Случвало ли се е някога жена да зачене от жена?Мария е дева, която силата не е осквернила. Тя е голяма анатема за юдейте – апостолите и апостолическите (мъже). Тази дева, която силата не е осквернила, е чиста, осквернили са се силите. И Господ [нямаше да каже]:„[Отче] мои, [който си на] небесата“ ако нямаше [друг] баща, а би казал просто:„Отче мой“ | ” |

В каноничните евангелия също има неясноти по този въпрос. За разлика от това, което разказват Матей или Лука, свети Марко пропуска да спомене, че Исус е роден от непорочно зачатие. В евагелието на Марко само се отбелязва слизането на Светия Дух при Месията по време на кръщението в река Йордан, но дори това чудо е описано твърде пестеливо.

### Личността на Мария Магдалена
Текстът, изглежда е най-ранният източник, от чиито сведения може да се предполага, че Иисус е бил женен за Мария Магдалина, въпреки че пряко за това никъде не се говори. Голяма част от Евангелието на Филип е посветена на обсъждането на брака като свещена тайна, и два пасажа пряко се отнасят за Мария Магдалена и близките и отношения с Исус:
| „ | Три жени вървяха с Господ през цялото време. Мария – майка му, и нейната сестра, и Магдалена – тази, която наричаха негова „спътница“. | “ |

В този цитат се използва термина „спътница“, като се предполага че става въпрос за превод на арамейската дума „съпруга“. Макар да е вярно, че „спътница“ на арамейски означава „съпруга“, истината е, че това евангелие ни е известно само от коптския препис и няма доказателства че в оригинала се използва точно тази дума. Този пасаж е интересен и със споменаването на сестрата на Исус (неназовани сестрите на Исус са споменати в Новия Завет – Марк 06:03), въпреки че текстът е объркващ и по този въпрос, може би поради проблем в превода.
- Другият пасаж, в който Исус целува Мария Магдалена, е непълен поради повреда на ръкописа. Няколко думи липсват. Най-добрите предположения за това какво е било написано са показани в скоби.

| „ | ...И спътницата на [Исус] Магдалена. Господ обичаше Мария повече от всички ученици и [често] я целуваше [в устата]. Останалите [ученици, като го видяха], че [обича] Мария, му казаха: Защо я обичаш повече от всички нас? Спасителят им отвърна, каза им: Защо не обичам вас като нея? | “ |

Въпреки това, не е задължително думата след целуваше да е ... устата". Може да е било целувка по бузата или челото – и досега използван поздрав между познати хора, който просто показва уважение. 

### Възкресение преди смъртта
Тезата, че Исус е възкръснал от мъртвите, но има „възкресение“ преди смъртта си:
| „ | Тези, които казват, че Господ първо е умрял и после е възкръснал, се заблуждават, защото той първо възкръсна и след това умря. Ако някой първо не достигне възкресение толкова истински, колкото Бог е жив, той няма да умре, защото вече е мъртъв. | “ |

## Писмени паметници на древния гностицизъм
- Евангелие на Истината
- Евангелие от Тома  Архив на оригинала от 2006-10-27 в Wayback Machine.
- Евангелие от Юда
- Евангелие от Мария Магдалина

## Съвременни публикации
- Гностическите евангелия Архив на оригинала от 2011-07-18 в Wayback Machine.